# Dolichernis chloroleuca
Dolichernis chloroleuca är en fjärilsart som beskrevs av Edward Meyrick 1891. Dolichernis chloroleuca ingår i släktet Dolichernis och familjen Plutellidae. Inga underarter finns listade i Catalogue of Life.